# 岡田遼
岡田 遼（おかだ りょう、1989年4月10日 - ）は、日本の男性総合格闘家。千葉県出身。THE BLACKBELT JAPAN所属。千葉大学教育学部スポーツ科学課程卒業後、千葉大学大学院修士課程修了。元修斗世界バンタム級王者。

## 来歴
小中高はサッカーに明け暮れる。しかし、テレビでPRIDEの五味隆典vs川尻達也の試合を見て衝撃を受け、総合格闘技に憧れを抱くようになり、大学1年時にパラエストラ千葉で格闘技を始める。
2010年の関東アマチュア修斗フレッシュマントーナメントフェザー級優勝、2012年には東北アマチュア修斗選手権ライト級優勝、同年9月の全日本アマチュア修斗選手権ライト級で優勝し、プロ昇格を果たす。

### 修斗
2013年6月8日、プロ修斗デビュー戦で金物屋の秀と対戦し、引き分けに終わった。
2013年10月5日、新人王トーナメント一回戦で加納亮佑からリアネイキッドチョークで一本勝ちを収め、続く12月の決勝では竹中大地に判定で破れ準優勝となった。
2015年12月20日、3勝で迎えたインフィニティリーグ2015で誠と対戦するも引き分けに終わり、得点で逆転され優勝を逃した。
2016年11月12日、修斗環太平洋バンタム級王座決定戦で石橋佳大と対戦。3Rスリーパーホールドによる一本負けを喫し、王座獲得に失敗した。
2019年1月27日、修斗環太平洋バンタム級タイトルマッチで王者の祖根寿麻に挑戦し、1RKO勝ちを収め王座獲得に成功した。
2019年9月22日、修斗環太平洋バンタム級タイトルマッチで挑戦者の安藤達也と対戦。1R安藤へのヒジによる後頭部への攻撃で減点1を取られ、1-1(29-27、27-29、28-28)のドローとなるも王座防衛に成功した。
2020年5月31日、修斗世界バンタム級暫定王座決定戦で倉本一真と対戦し、2RKO勝ちを収め暫定王座獲得に成功した。
2020年11月30日付で修斗世界バンタム級王者の佐藤将光が王座を返上し、同時に暫定王座を保持していた岡田遼が第11代修斗世界バンタム級王座に認定された。
2021年3月20日、修斗世界バンタム級タイトルマッチで挑戦者の大塚隆史と対戦し、3-0(50-45、49-46、48-47)判定勝ちを収め、王座の初防衛に成功した。試合後のインタビューにおいて、現役生活をあと1年と区切る意向を表明した。

### RIZIN
2021年3月26日、東京都内にて行われた5月開幕のRIZIN JAPAN GRAND-PRIX 2021 バンタム級トーナメント 1st ROUNDの組合せ抽選会および会見に出席し、RIZIN参戦を表明した。
2021年6月13日、RIZIN初出場となったRIZIN.28のバンタム級JAPANグランプリ1回戦にて、元DEEP2階級王者の元谷友貴と対戦し、0-3の判定負けを喫した。
2022年3月21日、PROFESSIONAL SHOOTO 2022 Vol.2の修斗世界バンタム級チャンピオンシップにて挑戦者の安藤達也と対戦し、2Rに左フックからのパウンドによるTKO負けを喫し、王座防衛に失敗した。
2023年9月24日、現役続行を選択し、1年半ぶりに試合。RIZIN.44でPANCRASEバンタム級王者の中島太一と対戦し、3R判定負け。

## 人物
- RIZIN公式YouTubeチャンネルによる、岡田遼の紹介動画『RIZIN CONFESSIONS』（2021）[映像 2]
- 試合後のマイクでは「修斗を愛しているから！」と修斗愛を叫ぶ事が恒例となっている。(one peaceのビビの「この国を愛してるから！」の真似)
- 千葉県船橋市でパーソナルジム「DIVAS船橋」を経営している。
- 座右の銘は「人間万事塞翁が馬」。

## 戦績

### プロ総合格闘技
| 総合格闘技 戦績 | 総合格闘技 戦績 | 総合格闘技 戦績 | 総合格闘技 戦績 | 総合格闘技 戦績 | 総合格闘技 戦績 | 総合格闘技 戦績 |
| --------------- | --------------- | --------------- | --------------- | --------------- | --------------- | --------------- |
| 25 試合         | (T)KO           | 一本            | 判定            | その他          | 引き分け        | 無効試合        |
| 17 勝           | 6               | 2               | 9               | 0               | 3               | 0               |
| 6 敗            | 1               | 2               | 3               | 0               | 3               | 0               |

| 勝敗 | 対戦相手                     | 試合結果                         | 大会名                                                                                | 開催年月日     |
|      | 弥益ドミネーター聡志         | 試合前                           | Lemino 修斗                                                                           | 2025年9月2日   |
| ×    | 中島太一                     | 5分3R終了 判定0-3                | RIZIN.44                                                                              | 2023年9月24日  |
| ×    | 安藤達也                     | 2R 0:53 TKO（右フック→パウンド） | PROFESSIONAL SHOOTO 2022 Vol.2 【修斗世界バンタム級チャンピオンシップ】               | 2022年3月21日  |
| ×    | 元谷友貴                     | 5分3R終了 判定0-3                | RIZIN.28 【RIZINバンタム級JAPANグランプリ 1回戦】                                     | 2021年6月13日  |
| ○    | 大塚隆史                     | 5分5R終了 判定3-0                | PROFESSIONAL SHOOTO 2021 Vol.2 【修斗世界バンタム級チャンピオンシップ】               | 2021年3月20日  |
| ○    | 倉本一真                     | 2R 3:02 KO（左フック）           | PROFESSIONAL SHOOTO 2020 Vol.3 ABEMAテレビマッチ 【修斗世界バンタム級暫定王座決定戦】 | 2020年5月31日  |
| △    | 安藤達也                     | 5分3R終了 判定1-1                | SHOOTO 30th ANNIVERSARY TOUR 第7戦 【修斗環太平洋バンタム級チャンピオンシップ】       | 2019年9月22日  |
| ○    | ジアン・クラウド・サクレッグ | 5分3R終了 判定3-0                | SHOOTO 30th ANNIVERSARY TOUR 30周年記念大会 第1部                                     | 2019年5月6日   |
| ○    | 祖根寿麻                     | 1R 4:58 KO（左フック）           | SHOOTO 30th ANNIVERSARY TOUR 開幕戦 【修斗環太平洋バンタム級チャンピオンシップ】      | 2019年1月27日  |
| ○    | 藤井伸樹                     | 5分3R終了 判定3-0                | プロフェッショナル修斗後楽園ホール大会                                                | 2018年11月17日 |
| ○    | 論田愛空隆                   | 1R 2:48 KO（パウンド）           | プロフェッショナル修斗川崎大会                                                        | 2018年5月13日  |
| ○    | 金物屋の秀                   | 1R 4:52 KO（パウンド）           | プロフェッショナル修斗後楽園ホール大会                                                | 2017年7月23日  |
| ×    | トリスタン・グリムズリー     | 2R 2:31 スリーパーホールド       | プロフェッショナル修斗舞浜アンフィシアター大会                                        | 2017年4月23日  |
| ×    | 石橋佳大                     | 3R 2:30 スリーパーホールド       | プロフェッショナル修斗 【修斗環太平洋バンタム級王座決定戦】                           | 2016年11月12日 |
| ○    | ハ・ユン・ソ                 | 1R 0:53 TKO（膝蹴り）            | VTJ 8th                                                                               | 2016年9月19日  |
| ○    | 徹肌ィ朗                     | 5分3R終了 判定3-0                | プロフェッショナル修斗                                                                | 2016年3月21日  |
| △    | 誠                           | 5分3R終了 判定1-0                | プロフェッショナル修斗 インフィニティリーグ                                           | 2015年12月20日 |
| ○    | 金海裕輝                     | 1R 4:24 スリーパーホールド       | プロフェッショナル修斗 インフィニティリーグ                                           | 2015年9月6日   |
| ○    | 前田貴史                     | 1R 2:01 KO（パンチ）             | プロフェッショナル修斗 インフィニティリーグ                                           | 2015年4月18日  |
| ○    | 小蒼卓也                     | 5分2R終了 判定2-0                | プロフェッショナル修斗 インフィニティリーグ                                           | 2015年1月25日  |
| ○    | 齊藤曜                       | 5分3R終了 判定2-1                | Tribe Tokyo Fight TTF Challenge 02                                                    | 2014年9月13日  |
| ○    | 北村潔                       | 5分2R終了 判定3-0                | プロフェッショナル修斗新宿FACE大会                                                    | 2014年7月19日  |
| ○    | 佐藤ヒデキ                   | 5分2R終了 判定3-0                | プロフェッショナル修斗                                                                | 2014年2月20日  |
| ×    | 竹中大地                     | 5分2R終了 判定0-3                | プロフェッショナル修斗 【新人王決定トーナメント 決勝】                                | 2013年12月15日 |
| ○    | 加納亮佑                     | 2R 4:05 スリーパーホールド       | プロフェッショナル修斗 【新人王決定トーナメント 1回戦】                               | 2013年10月5日  |
| △    | 金物屋の秀                   | 5分2R終了 判定0-1                | プロフェッショナル修斗                                                                | 2013年6月8日   |
| ○    | 青山祐大                     | 5分2R終了 判定3-0                | Deep Tokyo Impact 3                                                                   | 2012年4月29日  |

## 獲得タイトル
- 第19回全日本アマチュア修斗選手権ライト級(-65kg) 優勝（2012年）
- 第8代修斗環太平洋バンタム級王座（2019年）
- 第11代修斗世界バンタム級王座（2020年）

### 試合映像
1. ↑  『【試合映像】元谷友貴 vs. 岡田遼 / Yuki Motoya vs. Ryo Okada - RIZIN.28』RIZIN公式YouTubeチャンネル、2021年。
2. ↑  『【試合映像】Full Fight | 中島太一 vs. 岡田遼 / Taichi Nakajima vs. Ryo Okada - RIZIN.44』RIZIN公式YouTubeチャンネル、2023年。

### 補足映像
1. ↑  『【番組】RIZIN CONFESSIONS #73（※試合映像＆岡田遼と元谷友貴による試合振り返りドキュメンタリー番組）』RIZIN公式YouTubeチャンネル、2021年。
2. ↑  『【番組】RIZIN CONFESSIONS #133（※試合映像＆中島太一と岡田遼による試合振り返りドキュメンタリー番組）』RIZIN公式YouTubeチャンネル、2023年。

### 映像資料
1. ↑  『RIZIN JAPAN GRAND-PRIX 2021 バンタム級トーナメント 1st ROUND 抽選会 2021/03/26』RIZIN公式YouTubeチャンネル、2021年。
2. ↑  『【番組】RIZIN CONFESSIONS #71（※岡田遼パートは6分38秒から）』RIZIN公式YouTubeチャンネル、2021年。